# Emilia Rensi
Emilia Rensi (Bellinzona, 26 febbraio 1901 – Genova, 23 aprile 1990) è stata una saggista italiana.

## Biografia
Emilia Rensi era figlia del filosofo italiano Giuseppe Rensi (1871-1941), e della scrittrice e pedagogista Lauretta Perucchi (1873-1966). Aveva una sorella maggiore, Algisa (1899-1994), che divenne suora e badessa. Quando nacque il padre viveva in Svizzera perché era stato esiliato dall'Italia a seguito di disordini politici. La famiglia tornò in Italia nel 1908, vivendo in varie città prima di stabilirsi a Genova, dove Giuseppe insegnò filosofia morale all'università. C'era una forte componente socialista nella famiglia, nata in parte dalle esperienze vissute durante la prima guerra mondiale, che coincise con l'adolescenza di Emilia.

## Lavoro e politica
Emilia ha lavorato come insegnante al Liceo Colombo di Genova. e nella Biblioteca dell'Università di Genova, trascorrendovi la maggior parte della sua vita (circa sessant'anni) fino a poco prima della sua morte. Il socialismo di padre e figlia si espresse sia politicamente che accademicamente, e li mise in una posizione pericolosa durante gli anni '20 e '30, quando la popolarità del regime fascista sotto Benito Mussolini crebbe, portando alla Seconda guerra mondiale. I suoi genitori furono arrestati e subirono una breve prigionia nel 1930, come punizione per aver tenuto in casa loro comizi politici di sinistra. C'è anche un atteggiamento antireligioso, ateo negli scritti di Giuseppe ed Emilia, ad esempio nella convinzione che l'educazione dei bambini a scuola debba essere del tutto laica e che i valori morali possano essere insegnati senza bisogno di una componente religiosa. In una società fortemente cattolica romana, questa era una posizione pericolosa da assumere, ed i loro lavori sono stati successivamente trascurati nel loro stesso paese.
Suo padre morì nel 1941, durante la seconda guerra mondiale, e fu sepolto nel Cimitero di Staglieno di Genova, la madre morì nel 1966. Nel 1964 Emilia dona all'Università Statale di Milano un cospicuo archivio di libri, lettere e altri documenti del padre. È interessante notare che i libri di Emilia non sono apparsi fino al 1969, tre anni dopo la morte della madre. Da quel momento in poi le sue pubblicazioni sono apparse regolarmente, fino alla sua morte, alcune uscite anche postume. Molti dei suoi libri e articoli sono stati pubblicati da La Fiaccola, fondata nel 1960 dall'attivista politico di sinistra Franco Leggio e con sede a Ragusa, in Sicilia. Tra gli scritti lasciati da Emilia Rensi c'è anche un diario, o meglio, una serie di notazioni, dallo stile aforistico, raccolte durante gli anni della Seconda guerra mondiale (1940-45). L’autrice ha voluto che il diario fosse pubblicato post-mortem col titolo di "Frammenti di vita vissuta". Queste pensées, oltre a delineare il profilo spirituale della Rensi, ci rivelano la matrice di Angoscia di vivere, libro appassionato ed avvincente che ebbe una maturazione durata ben due decenni.
Emilia ha scritto anche per riviste anarchiche e progressiste, come La Chiosa di Flavia Steno, Volontà (anni '60), Umanità Nova (anni '60) e Sicilia Libertaria di Franco Leggio (anni '80). Ha iniziato a pubblicare libri su argomenti sociali, culturali ed etici dalla fine degli anni '60 in poi.

## Pubblicazioni
- Chiose laiche [Commenti laici], Ragusa: La Fiaccola, 1969 OCLC 758936803
- Di contestazione in contestazione, Ragusa, Sicilia: La Fiaccola, 1971. ISBN 9783161545696
- Atei dell'alba, Ragusa: La Fiaccola, 1973. OCLC 955904249
- Dalla parte degli indifesi, Ragusa: La Fiaccola, 1975. OCLC 27018034
- Il riscatto della persona umana, Catania: Edigraf, 1976. OCLC 3203391
- L'azzardo della riflessione, Ragusa: La Fiaccola, 1976. OCLC 635839805
- Umanità e sofferenza in Jean Rostand: colloquio, Ragusa: La Fiaccola, 1981. OCLC 729976364
- Scuola e libero pensiero, Ragusa: Ipazia, 1984. OCLC 898519078
- Un uomo, una vicenda: il problema morale nell'antifascismo e nella resistenza, Ragusa, 1986. OCLC 82030485
- Testimonianze inattuali, Ragusa: La Fiaccola, 1987.[14]
- Frammenti di vita vissuta e Il "prezzo" della vita: considerazioni e riflessioni contro la guerra e il militarismo, Ragusa, Nuova Ipazia, 1991..  OCLC 636067249
- Recensioni come testimonianza: la collaborazione a "Sicilia libertaria": settembre/ottobre 1984-settembre 1990; Dalla parte degli indifesi [Recensioni come testimonianza: la collaborazione con "Sicilia libertaria": settembre/ottobre 1984-settembre 1990; Dalla parte degli indifesi, Ragusa: Franco Leggio, 1991. OCLC 82747618
- Angoscia di vivere, Imola, Bologna: Editrice La Mandragora, 1998. ISBN 9788886123402

### Opere coautrici
- Camillo Berneri ed Emilia Rensi, Il cristianesimo e il lavoro: studio inedito 1932 [Cristianesimo e lavoro: uno studio inedito 1932], Genova: Edizioni RL, 1965. OCLC 635977125
- Augusto Agabiti, Emilia Rensi e Julian Sorrell Huxley, Ipazia: la prima martire della libertà di pensiero, Ragusa: Ipazia, 1979. OCLC 84189318
- Emilia Rensi e Alberto D'Elia, Cristoforo Colombo: e ... l'inizio della tratta degli schiavi, Ragusa: Nuova Ipazia, 1992. OCL 1124659175
- Giuseppe Rensi ed Emilia Rensi, La religione nella scuola, Ragusa: Fiaccola, 2000. OCLC 77717474